# Георг Фукс (генерал)
Гео́рг Фукс (нім. Georg Fuchs; 25 грудня 1856, Данциг — 30 вересня 1939, Мюнстер) — німецький воєначальник, генерал піхоти Прусської армії.

## Біографія
Закінчивши середню школу 13 квітня 1877 року, Фукс вступив до 33-го фузилерного полку прусської армії «Граф Роон» (Східно-Прусський) як фенріх і отримав звання другого лейтенанта 11 лютого 1879 року. З 1885 року він протягом трьох років навчався у Військовій академії і в 1888 році був вироблений в чин першого лейтенанта. У цій якості він вступив у Великий Генштаб в 1890 році. У званні гауптмана з 1894 року командував ротою Магдебурзького фузилерного полку № 36 у Галле. Здобувши звання майора в 1898 році, він потім протягом двох років викладав у Військовій академії. Потім він служив на штабних посадах і був командиром батальйону, перш ніж у 1905 році став начальником штабу 9-го армійського корпусу в Альтоні у званні оберстлейтенанта.
Будучи оберстом, він з 1907 року командував 4-м Нижньоельзаським піхотним полком № 143 у Страсбурзі, а після підвищення до генерал-майора у квітні 1911 року командував 20-ю піхотною бригадою в Позені. У лютому 1914 року він був підвищений до генерал-лейтенанта і отримав командування 16-ю дивізією в Трірі.
На початку Першої світової війни 2 серпня 1914 року йому було доручено окупувати Люксембург. Потім він бився у битві при Нефшато у складі 8-го армійського корпусу. Наприкінці серпня 1916 року він став командиром 10-го резервного корпусу групи військ Маас-Захід. Наприкінці жовтня 1916 року очолив 14-й резервний корпус, який у середині листопада перебував у головному районі наступу британської 5-ї армії під час битви на Соммі.
З березня 1917 року він прийняв командування армійською групою «C» між Маасом і Мозелем. Після наступу американської 1-ї армії він був змушений залишити великий виступ на схід від Вердена під час битви при Сен-Мієлі в середині вересня 1918 року.
Після Комп'єнського перемир'я Фукс також отримав командування 5-ю армією в грудні 1918 року. У січні 1919 року його перевели в резерв, а 6 жовтня 1919 року звільнили у відставку в званні генерала піхоти запасу.

## Нагороди
- Столітня медаль
- Орден Червоного орла 2-го класу з дубовим листям[2]
- Орден Корони (Пруссія) 2-го класу із зіркою[2]
- Хрест «За вислугу років» (Пруссія) (25 років)[2]
- Орден Церінгенського лева, лицарський хрест 1-го класу[2]
- Орден Грифона, командорський хрест[2]
- Орден Заслуг герцога Петра-Фрідріха-Людвіга, почесний офіцерський хрест[2]
- Почесний хрест (Ройсс) 2-го класу[2]
- Орден Франца Йосифа, командорський хрест (Австро-Угорщина)[2]
- Залізний хрест 2-го і 1-го класу
- Pour le Mérite (22 серпня 1917)
- Почесний хрест ветерана війни з мечами